# NGC 253
NGC 253 (галактика Скульптор, Серебряная Монета) — спиральная галактика с перемычкой (тип SBc) в созвездии Скульптор. Характеризуется мощным звёздообразованием и большим содержанием межзвёздной пыли. Одна из наиболее ярких галактик, не входящих в Местную группу. Была открыта в 1783 году математиком и астрономом Каролиной Гершель. Является наиболее ярким членом группы галактик Скульптора.
NGC 253 — галактика с активными процессами образования звёзд. Расположена на расстоянии около 8 миллионов световых лет от Земли.
В галактике обнаружен ультраяркий рентгеновский источник.

## Чёрная дыра
В 1999 году космический телескоп «Чандра» обнаружил в рентгеновском диапазоне необычную концентрацию источников рентгеновского излучения неподалёку от центра NGC 253. Четыре таких источника, в десятки тысяч раз массивнее Солнца, находится в 3 тысячах световых лет от ядра галактики. Эти чёрные дыры, смещающиеся под действием гравитации к центру галактики, в будущем могут объединиться в одну сверхмассивную чёрную дыру. В NGC 253, телескоп «Чандра», возможно, обнаружил связь между звездообразованием и квазарами.
В 2003 году новые наблюдения с телескопа «Чандра» показали, что чёрная дыра продолжает активно поглощать газ. Но исследования, проведённые в 2013 году с помощью космического телескопа NuSTAR, показали, что чёрная дыра прекратила активность, несмотря на то, что вокруг неё сохраняется достаточное количество материи.
По сообщению Брета Лэмера (Bret Lehmer) из Центра космических полётов имени Годдарда НАСА:

Наши результаты свидетельствуют, что чёрная дыра уснула за последние десять лет. Периодические наблюдения с помощью телескопов «Чандра» и NuSTAR смогут сказать нам определённо, проснулась ли она вновь. Мы надеемся, что если она проснется в ближайшие несколько лет, мы сможем это увидеть.

## Наблюдения
Данная галактика обладает высокой поверхностной яркостью. На широте Москвы она не поднимается выше 10 градусов над горизонтом. В южных районах (например, Кавказ, Приморье) она достигает максимальной высоты более 20 градусов над горизонтом.
На тёмном небе, вдали от городской засветки, в 100-мм телескоп она выглядит яркой, вытянутой овальной формы, в центре заметно круглое ядро. Яркость галактики плавно уменьшается от восточного края к западному.